# Гомила
Гомила је недиференцирана и неструктурисана скупина људи коју, привремено, на заједничком простору, повезују исти циљеви, вредности, осећања, ставови и интереси. Особе у гомили имају тенденцију да реагују на једнообразан, једноставан, емоционалан и често ирационалан начин, подлежући својим примитивним импулсима, страстима и интересима. Појединац у гомили је обезличен, склонији сугестији, а услед подељене, дифузне одговорност, има смањену личну одговорност и самоконтролу, те зато често учествује и у оним акцијама које он као индивидуа не одобрава. Изразито агресивна и деструктивна, ирационалним афектима ношена и антисоцијална гомила назива се руља.
Руља је посебна врста групе људи или гомиле која је у свом понашању изразито насилничка, деструктивна, мотивисана и ношена ирационалним афектима и примитивним нагонима, а по својим циљевима асоцијална.